# Ливинстон, Мария
Мария Ливинстон (англ. Mary Livingston; 1541 — 1579) — одна из четырёх фрейлин королевы Шотландии Марии I.

## Биография
Мария родилась в семье Александра Ливинстона, стража юной королевы Марии, и его второй жены Агнес Дуглас. Ещё в раннем детстве Мария, вместе с тремя другими девочками аналогичного происхождения, стала фрейлиной королевы Марии. Четыре юных фрейлины стали известны как «Четыре Марии»: Мария Битон, Мария Флеминг, Мария Сетон и Мария Ливинстон. Четыре Марии сопровождали Марию Стюарт во Францию, где впоследствии она вышла замуж за дофина Франциска.
В сентябре 1561 года после торжественного въезда в Эдинбург, Мария Стюарт отправилась во дворец Линлитгоу, а четыре Марии, в сопровождении дяди королевы, великого приора Мальты, Франсуа Лотарингского, отправились на запад в Данбар, по пути остановившись в доме брата Марии Сетон, Джорджа. Здесь Франсуа де Гиз расстался с Мариями и вернулся домой через Берик-апон-Туид и Ньюкасл-апон-Тайн.
5 марта 1565 года Мария вышла замуж за Джона Семпилла, сына Роберта Семпилла, родившегося в Англии. Спустя год Мария родила сына Джеймса. По словам известного реформатора Джона Нокса, Мария была весьма «страстной» и забеременела ещё до свадьбы. Однако, согласно записям Агнес Стрикленд, свадьба не была прикрытием позора, а обсуждалась ещё осенью 1564 года и была отложена на год. Свадебные торжества были пышными. Английский дипломат Томас Рендальф планировал добиться приглашения на свадьбу для Френсиса Рассела, губернатора Берик-апон-Туида, ранее не бывавшего в Эдинбурге, поскольку матерью Семпилла была англичанка.
В марте 1569 года, по свидетельствам графа Шрусбери, Мария навестила королеву в замке Татбери. Владения, подаренные паре королевой Марией в 1565 году и отнятые после её ареста, были возвращены ей королём Яковом VI в 1581 году. Нокс осуждал такие дары, поскольку считал, что давались они за личные связи, а не тяжёлый труд.